# Monte Testaccio
Monte Testaccio o Monte dei cocci és un pujol artificial que va anar consolidant entre els segles I i IV a la ciutat de Roma com a principal abocador de la ciutat. Ocupa una àrea de 20.000 m² a la seva base i s'alça fins als 50 metres, si bé amb tota probabilitat va arribar a ser una mica més alt antigament. Se situava dins de la muralla Aureliana i en l'actualitat està cobert per vegetació, però les restes d'àmfores i altres deixalles de l’època segueixen intactes. Es va nodrir principalment dels contenidors en què arribaven l’oli, el vi i els cereals des d'Hispània i Àfrica. Sovint se l’anomena el “vuité turó” de Roma.

## Jaciment
El pujol, de forma triangular, està compost per restes d'uns 26 milions d'àmfores trencades; sobretot d'oli d'oliva procedents de llocs com la Bètica (aproximadament el 80% del total) o la Tripolitània (el 17%). El restant 3% prové de la Gàl·lia, altres regions de la península italiana, i també s'han documentat algunes àmfores orientals.
Les àmfores arribaven al port de Roma, on se'n buidava el contingut i es trencaven en trossos. Les restes eren dipositades al Testaccio, després s'escampava calç sobre els recipients per evitar males olors. No era rendible rentar els recipients i enviar-los de retorn a la Bètica i altres regions. Sembla que les àmfores es traslladaven senceres, probablement en grups de quatre, mitjançant rucs, mules o altres animals de càrrega.
Les excavacions arqueològiques indiquen que el pujol no va ser un femer fortuït ni desordenat, sinó una estructura duta a terme de manera disciplinada, elevada per terrasses amb murs de retenció també fets de trossos de ceràmica. Es poden establir tres fases en la construcció d'aquesta estructura. La primera abastaria del 74 aC al 149. La segona es va perllongar fins al 230, i la tercera actualment està sent investigada.
Les àmfores descobertes al Testaccio han aportat nombrosa informació sobre l'evolució del port fluvial de Roma i sobre aspectes diversos com el comerç entre la península Ibèrica, nord d'Àfrica i la capital de l'Imperi Romà. Els arqueòlegs calculen que l'oli transportat en aquests envasos va permetre proveir la meitat de la dieta anual d'oli d'oliva (de sis litres) d'un milió de persones durant 250 anys.
Les primeres recerques arqueològiques van ser realitzades a la fi del segle xix per Henrich Dressel. Posteriorment, l'arqueòleg George Edward Bonsor Saint Martin va observar l'alta presència de ceràmiques de la Bètica en aquest jaciment. També van realitzar-ne recerques els arqueòlegs Rodríguez Alimeda, José María Blázquez Martínez i José Remesal Rodríguez, en col·laboració amb el Dipartamento di Scienze della Terra de la Universitat de Roma La Sapienza.

## Imatges

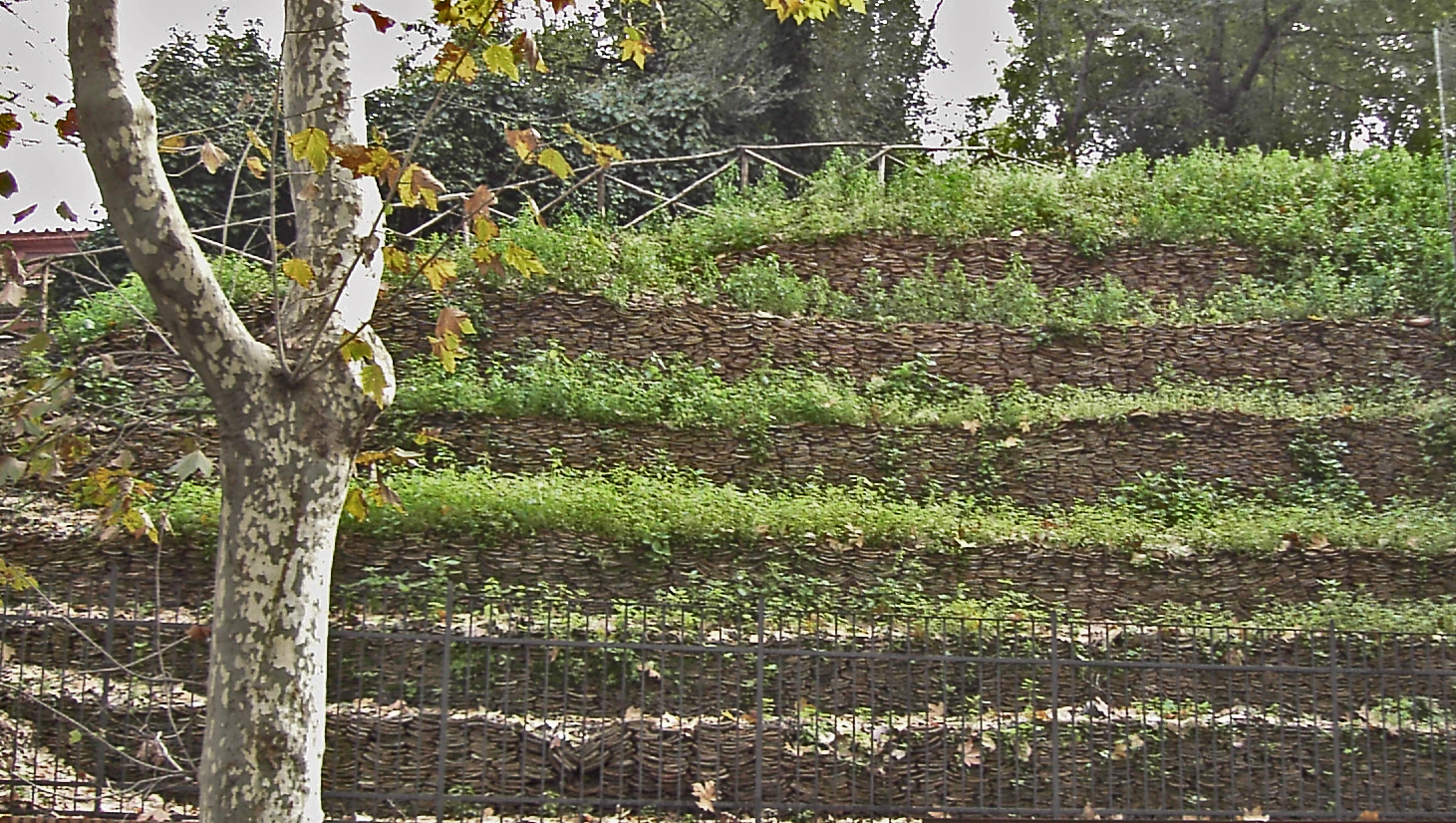
Anivellament en terrasses
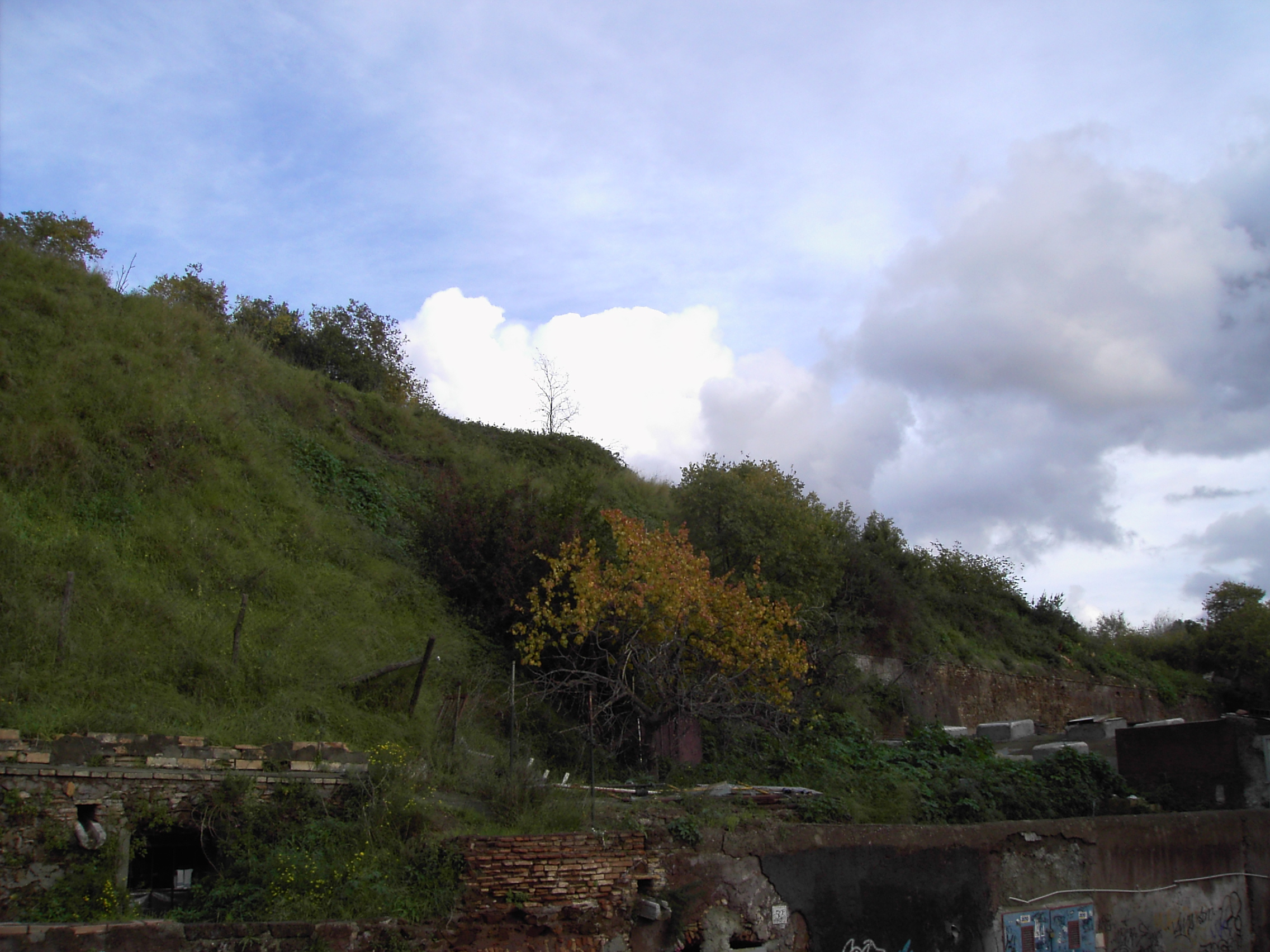
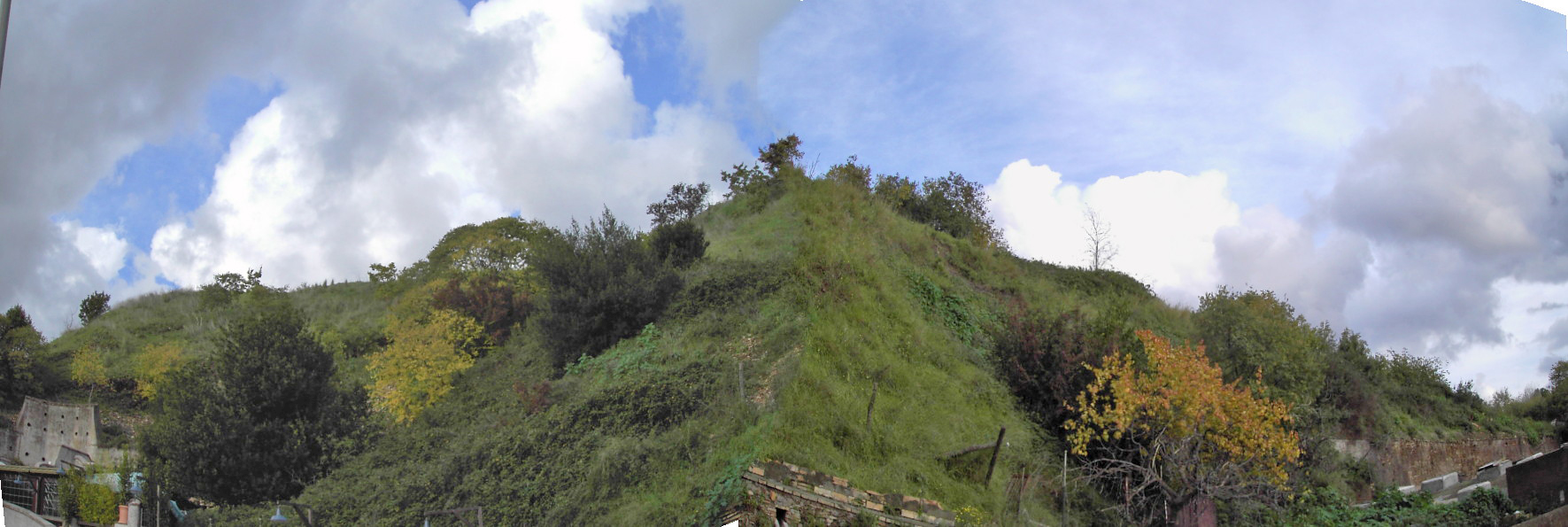
Vista des del sud